# Slaviska institutionen (Stockholms universitet)
Slaviska institutionen vid Stockholms universitet var den sista kvarvarande självständiga Slaviska institutionen i Sverige, sedan de övriga i Uppsala, Lund och Göteborg slagits samman med andra språk till större språkinstitutioner vid respektive lärosäte.
Slaviska institutionen och Institutionen för baltiska språk, finska och tyska slogs samman den 1 januari 2015 och bildade Institutionen för slaviska och baltiska språk, finska, nederländska och tyska (Department of Slavic and Baltic Studies, Finnish, Dutch and German).
Slaviska institutionen hade undervisning i ryska, polska och tjeckiska. Forskning skedde inom dessa språk i tre huvudområden; lingvistik, litteraturvetenskap och kulturhistoria. Slaviska institutionen hade vid hopslagningen omkring 40 anställda, varav 6 professorer. Läsåret 2010 hade institutionen strax under 600 registrerade studenter.
Slaviska institutionen gav ut följande vetenskapliga serier:
- Stockholm Studies in Russian Literature
- Stockholm Slavic Studies
- Stockholm Slavic Papers

En livaktig studentförening, Slaviska föreningen, fanns vid institutionen.

## Historia
Slaviska institutionens historia går tillbaka till 1944 då Ryska institutet inrättades vid Stockholms högskola. Institutets första professor var Max Vasmer, berömd för sitt stora etymologiska lexikon över ryska språket, Russisches Etymologisches Wörterbuch.

## Pedagogiska pristagare
- Hans Hertz, 1994
- Åke Zimmermann, 2013

## Kända alumner
- Pia Cramling
- Jacob Dahlin
- Ali Esbati
- Kajsa Ingemarsson
- Agneta Pleijel
- Staffan Skott
- Jan Henrik Swahn

## Kända gästföreläsare
- Lev Rubinstein
- Vladimir Sorokin